# Нашествие теней
«Нашествие теней» (англ. The Coming of Shadows) — ключевой эпизод второго сезона научно-фантастического сериала «Вавилон-5». В 1996 году серия получила премию Хьюго в номинации за лучшую постановку.

## Основной сюжет
На станцию прибывает тяжело больной император Центавра (в этом эпизоде он остаётся безыменным, впоследствии его называют Турхан). Его цель — извиниться перед нарнами за преступления, совершенные против них в период оккупации. Джон Шеридан радостно приветствует императора, однако подобные настроения далеко не у всех: Г'Кар, не зная об мирным инициативах, готовится лично убить правителя Центавра, а лорд Рифа и Лондо Моллари, представляющие в настоящий момент партию войны, решают напасть на колонию нарнов в квадрате 14. По дороге в зал для приёмов императору становится плохо, и он попадает в медицинский отсек к доктору Франклину. Через Стивена он передаёт Г’Кару свои извинения.
Тем временем, по просьбе Моллари Тени нападают на квадрант 14, уничтожают колонию, охраняющие её военные корабли нарнов и обеспечивают центаврианскому военному флоту беспроблемное занятие квадранта. На Центавре же заговорщики убивают представителя партии мира — премьер-министра. Узнав об нападении, Г’Кар пытается убить Моллари, и только Шеридану удаётся его остановить.
Император при смерти. Его навещает Кош, которому умирающий правитель задаёт единственный вопрос: «Как всё это кончится?» на что получает ответ: «В огне». Затем приходят лорд Рифа и Лондо, которые стремятся имитировать императорское благословение. Так как слова умирающие слышит только Моллари, он публично озвучивает их как: «Продолжайте. Ведите мой народ к звёздам». Однако на деле император проклял представителей партии войны.
На совете Шеридан пытается договориться с Моллари о выдаче мирного населения из захваченной колонии, однако Г’Кар сообщает, что Нарн официально объявил Центавру войну. В приватной обстановке лорд Рифа сообщает Моллари, что следующим императором станет племянник предыдущего, ставленник партии войны.
Эпизод важен тем, что в нем Лондо Моллари впервые видит пророческий сон: нападение на Рагеш-3; гигантская рука, тянущаяся к звёздам; корабли Теней, пролетающие над императорским дворцом Центавра Прайм; вступление Лондо на престол; он старый и больной в императорском дворце; Г'Кар рядом с ним; смерть их обоих. Таким образом, приоткрывается завеса над будущим вселенной Вавилона-5.

## Дополнительный сюжет
Майкл Гарибальди задерживает странного человека, однако тот, наоборот, стремится к встрече с шефом безопасности. Он передаёт сообщение от Джеффри Синклера, в котором бывший командир станции рассказывает своему другу о рейнджерах. Помимо этого он сообщает о грядущей войне со страшным врагом. Майкл делится частью информации с Шериданом и Ивановой, и капитан понимает, что именно этот враг и уничтожил колонию Нарна.